# Криничненська сільська територіальна громада
Криничненська сільська територіальна громада — територіальна громада в Україні, у складі Болградського району Одеської області. Площа — 186,1 км², населення — 4350 осіб. Адміністративний центр — село Криничне.
Створена в рамках адміністративно-територіальної реформи в Україні. Громада утворена в результаті об'єднання Криничненської та частково Озерненської (с. Новоозерне) сільських рад.
19 липня 2020 року, в результаті адміністративно-територіальної реформи і ліквідації Болградського (1940  – 2020) району, громада увійшла до складу новоутвореного Болградського району.

## Склад громади
До складу громади входить 3 села:
- Криничне
- Коса
- Новоозерне

## Географія
Водойма — озеро Ялпуг.